# خانه منصوری
خانه منصوری مربوط به دوره پهلوی است و در شهرستان قزوین، بخش رودبار الموت، دهستان معلم کلایه، روستای گازرخان واقع شده و این اثر در تاریخ ۲۳ اسفند ۱۳۸۵ با شمارهٔ ثبت ۱۹۰۳۳ به‌عنوان یکی از آثار ملی ایران به ثبت رسیده است.